# 枚方つーしん
枚方つーしん（ひらかたつーしん）は、大阪府枚方市とその周辺地域に特化した地域情報ポータルサイト。略称は「ひらつー」。グルメやニュース、店舗の開店・閉店情報といった、地元の話題を発信している。ブログ形式のサイトは写真を多用し、「枚方市民同士で共感できるような雑談感覚の話題を散歩気分で味わえる」のが特徴。2018年9月のアクセス数は月間443万ページビューである。
サービスを運営する株式会社morondoについても記述する。

## 背景
小学1年から枚方市に住む編集長の本田一馬 は、インターネット普及期にあたる学生の頃からリアルな地元情報を扱うサイトが出現することを期待していた。しかし、ネット人口の拡大に伴い情報量が増大しても、枚方市でそのようなサイトが現れる気配はなく、インターネット上で地元情報は散在したままの状態であった。そのような状況を見て、自身がお笑いをしていた経験を活かし、2008年に立ち上げたのが「枚方つーしん」である。

## 概要
「枚方つーしん」は、記事の面白さにこだわりがあるとされる。主なコンテンツは以下。
- 開店・閉店情報 - 町を歩いていて気付くお店の開店・閉店情報について、現地の写真を用いて紹介する人気のコーナー。閉店情報には読者や関係者の間で思い出の共有が起こることもある[6]。
- グルメ - 枚方市内にある飲食店に訪問してグルメ情報を紹介するコーナー。
- お店みせて - 「近所の入りにくいお店の中を知る」というコンセプトの元、写真付きで店舗の中を紹介するコーナー[6]。
- ヒトファイル - 枚方に住む一般人が登場するコーナー。
- 話題 - 「○○に有名人が来た」「公園の池にヌートリアがいた」というような雑談のような話題を扱っているコーナー[5]。
- フォト - 四季や日常風景の小さな変化などを伝えるコーナー。読者が撮影した画像を投稿することもできる。
- まち - 開店・閉店以外の街の変化を扱うコーナー。
- 何の日 - 歴史など過去に起きた出来事などを紹介するコーナー[11]。
- 不動産 - 枚方の不動産情報を扱っているコーナー。
- 求人 - 求人情報を扱っているコーナー。

## 沿革
- 2008年2月 - サイトを開設。
- 2010年5月 - 現在の運営会社による営利目的のサイトとして発足。
- 2012年2月 - アクセス数が月間50万ページビューを突破。
- 2013年9月 - アクセス数が月間100万ページビューを突破。
- 2015年5月 - アクセス数が月間150万ページビューを突破。
- 2016年1月 - コワーキングスペース「ひらば事業]の運営開始。
- 2016年3月 - アクセス数が月間200万ページビューを突破。
- 2016年5月 - アクセス数が月間250万ページビューを突破。
- 2018年3月 - アクセス数が月間300万ページビューを突破。
- 2018年7月 - アクセス数が月間350万ページビューを突破。
- 2018年9月 - アクセス数が月間400万ページビューを突破。
- 2018年10月 - コワーキングスペース「ひらば事業」を WEBDAデザイン へ譲渡
- 2020年4月 - 運営会社である株式会社morondoが、INCLUSIVE株式会社の完全子会社となる[1]。

## メディアでの紹介
- キャスト（朝日放送） - 2012年2月8日放送
- 朝日新聞「大阪東部」面 -2013年12月25日付朝刊
- ギョクセキっ!（関西テレビ） -2013年9月30日放送
- 大阪日日新聞 -2014年6月11日付
- ニュースほっと関西（NHK大阪放送局）- 2017年7月6日放送